# Viszocsány
Viszocsány (szlovákul Vysočany) község Szlovákiában, a Trencséni kerületben, a Báni járásban.

## Fekvése
Bántól 4 km-re délkeletre fekszik.

## Története
Területén a 7. és 8. századból származó halomsírok találhatók, melyeket korai szláv síroknak tartanak.
A települést 1232-ben „Vyssian” alakban említik először. 1337-ben „Wisschen”, 1345-ben „Wyschen”, 1349-ben „Wyschan”, 1405-ben „Wyssaczan”, 1444-ben „Wysozan”, 1598-ban „Wisoczan” néven említik. Neve a szláv vysočane (= magasan lakók) szóból származik. A középkorban a gróf Cseszneky család birtoka volt, később több nemesi család, köztük a Viszocsányi, Tarnóczy és Nozdroviszky családoké. 1598-ban 13 ház állt a településen. 1784-ben 31 házában 41 családban 191 lakos élt.
A 18. század végén Vályi András így ír róla: „VISOCSÁNY. Tót falu Trentsén Várm. földes Ura Tarnóczy Uraság, lakosai katolikusok, fekszik Zaj Ugróczhoz 1/2 mértföldnyire; földgye termékeny, réttye, legelője, erdeje, és szőlős kertyei is vagynak.”
1828-ban 16 háza és 202 lakosa volt. Lakói mezőgazdasággal, gyümölcstermesztéssel, szőlőtermesztéssel foglalkoztak.
Fényes Elek 1851-ben kiadott geográfiai szótárában így ír a faluról: „Vizocsán, Trencsén m. tót f. Nyitra vmegye szélén: 186 kath., 6 zsidó lak., szép erdővel, s elég legelővel a hegyeken. F. u. Brogyány Gábor.”
A trianoni diktátumig Trencsén vármegye Báni járásához tartozott.

### Csaltice
A Viszocsányhoz tartozó Csaltice major egykor falu volt, 1349 óta szerepel az írott forrásokban. Helyi nemesek birtokában állt. 1598-ban 4 háza volt. 1720-ban csak majorként létezett. 1784-ben 4 házában 14 családban 82 lakos élt.
A 18. század végén Vályi András így ír róla: „CZALTICZ. Csalticze. Kis falu Trentsén Vármegyében, földes Urai külömbféle Urak, fekszik Viszocsánynak szomszédságában, ’s ennek filiája. Határja meglehetős.”
1828-ban 2 háza és 33 lakosa volt.
Fényes Elek 1851-ben kiadott geográfiai szótárában így ír a településről: „Csaltics, népes puszta, Trencsén vgyében, Vizocsánhoz 1/2 óra, 27 kath. lak. Ut. p. Ny.-Zsámbokrét.”

## Népessége
| Év:            | 1994. | 2004.    | 2014.   | 2024.   |
| -------------- | ----- | -------- | ------- | ------- |
| Emberek száma: | 155   | 129      | 120     | 118     |
| Eltérés:       |       | -16,77 % | -6,97 % | -1,66 % |

| Év:            | 2023. | 2024.   |
| -------------- | ----- | ------- |
| Emberek száma: | 116   | 118     |
| Eltérés:       |       | +1,72 % |

1910-ben 183, túlnyomórészt szlovák anyanyelvű lakosa volt.
2001-ben 144 szlovák lakosa volt.
2011-ben 125 lakosából 121 szlovák volt.

## Nevezetességei
- Római katolikus temploma eredetileg román stílusú volt, később gótikus, majd a 18. században barokk stílusban építették át. A román templomból a sekrestye, a gótikus templomból a torony maradt meg.
- Kastélya a 17. században épült reneszánsz stílusban, 1821 körül klasszicista stílusban építették át. Gazdasági épületei a 18. és 19. században épültek.

## Külső hivatkozások
- E-obce.sk Archiválva 2008. március 27-i dátummal a Wayback Machine-ben
- Községinfó
- Viszocsány Szlovákia térképén